# Gorleston-on-Sea
Gorleston-on-Sea, detta anche Gorleston, è un paese di 5 882 abitanti della contea del Norfolk, in Inghilterra.